# تنسی جانسون
«تنسی جانسون» (انگلیسی: Tennessee Johnson) فیلمی در ژانر زندگی‌نامه‌ای و درام به کارگردانی ویلیام دیترله است که در سال ۱۹۴۲ منتشر شد.

## بازیگران
- وان هفلین
- لیونل باریمور
- روت هاسی
- الک کریگ
- کارل بنتون رید
- چارلز تروبریج
- گرانت ویثرز
- مارجوری ماین
- رجیس تومی
- رابرت وارویک
- راسل سیمپسون
- ویلیام فارنوم
- رابرت اِمِـت اوکانر
- فرانک هاگنی
- هریسون گرین